# Idioma dameli
Dameli (دَميلي), también Damia, Damiabaasha o Gidoj, es una lengua indo-aria del subgrupo dárdico hablada por aproximadamente 5.000 personas en la ciudad de Domel, en el distrito de Chitral de la provincia de Jaiber Pastunjuá de Pakistán.
El valle de Domel o Damel está a unas diez millas al sur de Drosh en el lado este del río Chitral o Kunar , en el camino desde el fuerte Mirkhani hasta el paso de Arandu.
El dameli sigue siendo el idioma principal en los pueblos donde se habla y los niños lo aprenden regularmente. La mayoría de los hombres hablan pastún como segunda lengua, y algunos también hablan khowar y urdu, pero no hay señales de un cambio lingüístico masivo.

## Estudio
La disertación de Emil Perder de 2013, Una descripción gramatical de Dameli, basada en el trabajo de campo del autor, es la primera descripción completa del idioma Dameli. Antes del trabajo de Perder, la principal fuente de información sobre Dameli era un artículo de Georg Morgenstierne, publicado en 1942: "Notas sobre Dameli: A Kafir-Dardic Language of the Chitral". Un estudio sociolingüístico escrito por Kendall Decker (1992) contiene un capítulo sobre Dameli.

## Clasificación
La lengua está clasificada como lengua indoaria del subgrupo dárdico. Al principio se pensó que las lenguas dárdicas eran una rama independiente dentro del indoiraní, pero hoy se ubican dentro del indoario siguiendo el trabajo de Morgenstierne.

## Fonológia
Las siguientes tablas establecen la fonología del idioma Dameli.

### Vocales
|         | Anterior | Posterior |
| ------- | -------- | --------- |
| Cerrada | i, iː    | u         |
| Media   | e, eː    | oː        |
| Abierta | a        | ɑː        |

### Consonantes
|              |              | Labiales | Coronales | Retroflejas | Palatales  | Velares | Uvulares | Glotales |
| ------------ | ------------ | -------- | --------- | ----------- | ---------- | ------- | -------- | -------- |
| Nasales      | Nasales      | m        | n         | ɳ           |            | (ŋ)     |          |          |
| Oclusivas    | Sordas       | p        | t         | ʈ           |            | k       | (q)      |          |
| Oclusivas    | Sonora       | b        | d         | ɖ           |            | ɡ       |          |          |
| Oclusivas    | aspiradas    | pʰ       | tʰ        | ʈʰ          |            | kʰ      |          |          |
| Africada     | planas       |          | ts        | tʂ          | tʃ         |         |          |          |
| Africada     | Aspiradas    |          | tsʰ       | tʂʰ         | tʃʰ        |         |          |          |
| Fricativas   | Sordas       |          | s         | ʂ           | ʃ          | x       |          | h        |
| Fricativas   | Sonoras      |          |           | ʐ           | ʒ          | ɣ       |          |          |
| Aproximantes | Aproximantes |          | l         |             | j          | w       |          |          |
| Róticas      | Róticas      |          | r         |             | rʲ ~ ç (?) |         |          |          |

## Otras lecturas
- Decker, Kendall D. (1992) Languages of Chitral. Sociolinguistic Survey of Northern Pakistan, 5. Islamabad: National Institute of Pakistan Studies, Quaid-i-Azam University and Summer Institute of Linguistics. xxii, 257 p. ISBN 969-8023-15-1.
- Morgenstierne, Georg (1926) Report on a Linguistic Mission to Afghanistan. Instituttet for Sammenlignende Kulturforskning, Serie C I-2. Oslo. ISBN 0-923891-09-9.
- Morgenstierne, Georg (1942) "Notes on Dameli. A Kafir-Dardic Language of Chitral." Norsk Tidsskrift for Sprogvidenskap Vol. 12: 115 - 198.
- Perder, Emil (2013) A Grammatical Description of Dameli. Dissertation, Stockholm: Department of Linguistics, Stockholm University. ISBN 9789174477702.